# Dépression de 1920-1921

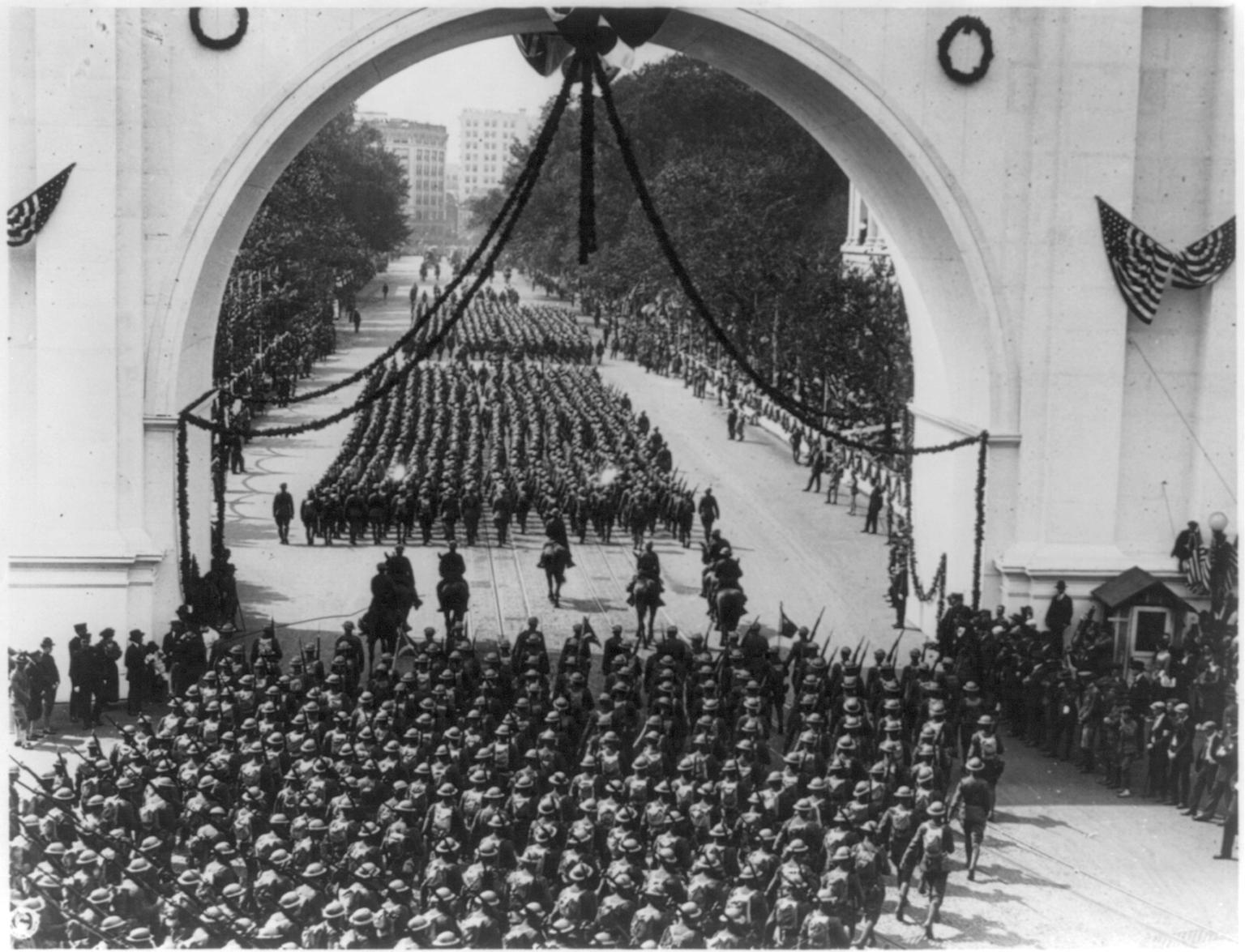
Un défilé de 1919 à Washington pour les soldats rentrant au pays après la Première Guerre mondiale. Les bouleversements liés au passage d'une économie de guerre à une économie de paix ont contribué à une dépression en 1920 et 1921.

La dépression de 1920-1921 a été une forte récession déflationniste aux États-Unis, au Royaume-Uni et dans d'autres pays, qui a commencé 14 mois après la fin de la Première Guerre mondiale. Elle a duré de janvier 1920 à juillet 1921. L'ampleur de la déflation a été non seulement importante, mais aussi considérable par rapport au déclin du produit réel qui l'a accompagnée.
Une récession de deux ans a suivi immédiatement la fin de la Première Guerre mondiale, compliquant l'absorption de millions d'anciens combattants dans l'économie. L'économie a commencé à croître, mais elle n'avait pas encore achevé tous les ajustements nécessaires pour passer d'une économie de guerre à une économie de paix. Parmi les facteurs identifiés comme ayant contribué au ralentissement de l'activité économique, on peut citer le retour des troupes, qui a entraîné une augmentation de la main-d'œuvre civile et des problèmes d'absorption des anciens combattants, la diminution des conflits syndicaux, les changements de politique fiscale et monétaire et les modifications des prévisions de prix.
Après la fin de la dépression, les Roaring Twenties ont apporté une période de prospérité économique entre août 1921 et août 1929, un mois avant le krach boursier qui a déclenché le début de la Grande Dépression.